# منتخب أوكرانيا لكرة اليد الشاطئية للسيدات
منتخب أوكرانيا لكرة اليد الشاطئية للسيدات هو ممثل أوكرانيا الرسمي في المنافسات الدولية في كرة اليد الشاطئية للسيدات
.